# Diecezja Vallo della Lucania
Diecezja Vallo della Lucania, łac. Dioecesis Vallensis in Lucania – diecezja Kościoła rzymskokatolickiego we Włoszech, w metropolii Salerno-Campagna-Acerno, w regionie kościelnym Kampania.
Została erygowana w XII wieku.